# Dobry moment
Dobry moment – piosenka i singel Korteza wydany 2 października 2017, zapowiadający jego drugi album pt. Mój dom. Słowa wyrażają refleksje mężczyzny na temat rozstania ze swoją partnerką. Teledysk do utworu ukazał się 29 września 2017, wyreżyserowany przez Agatę Trafalską, jednocześnie autorkę słów. Piosenka nagrodzona Fryderykiem 2018 jako Utwór Roku.
Nagranie uzyskało certyfikat trzykrotnie platynowej płyty.

## Notowania
- Lista Przebojów Trójki: 1[6]